# Казахско ханство
Казахското ханство (на казахски: Қазақ хандығы) се образува след разпада на Златната орда и просъществува като самостоятелна монархия на територията на съвременен Казахстан и части от Киргизстан и Русия през периода 1465 – 1822 (1847). Ханството достига максимална експанзия при Касим хан през 1520 г., но през XV—XVI век в резултат от външна агресия ханството се разпада на три племенни съюза (жузи, орди) – Стара орда (Ул-жуз), Средна орда (Орта жуз) и Млада орда (Киши жуз). По-късно Аблай хан и Кенесари Касимов са признавани за хан-покровител и от трите жуза.

## География и стопанство
Протоказахската държава възниква като Бялата орда в състава на Златната орда в степите на Дещи Къпчак. Като самостоятелна държава заема Жетису – междуречието на Шу и Талас. При експанзията на Касим хан западната граница на ханството преминава по р. Жайък (Урал), на изток по р. Иртиш, на север граничи с горите на Южен Сибир, а за южна граница има р. Сърдаря. Районът е наричан Орду и е населяван от племенни общини с номадски бит на пастири и ловци-събирачи. Едва при Аблай хан по брега на Иртиш и Ишим започва развитието на посевно земледелие и уседнал бит. Традиционните за конните народи грабителски нападения и поробване на крепостни селяни са чест източник на приходи за Казахското ханство, като най-чест обект на нападенията им са селища на руска територия.

## Религия и култура
Според легендата казахите произхождат от степна гъска (на казахски: каз) с бял цвят (на казахски: ак), която се превърнала в принцеса . Традиционните за първото хилядолетие на новата ера шаманизъм и анимизъм са заменени от исляма след усърдно мисионерство на Саманидите в района на Тараз. През ХIV век по религия казахите и киргизите в ханството са предимно сунитски мюсюлмани. Потомствени животновъди, за казахите е благоприлично първо да се пита за здравето на стадата, а после за здравето на домакина на юрта. Казахският език принадлежи към групата на тюркските езици и се изписва с арабски символи до ХIХ век, когато се налага руското владичество и кирилизацията. Политическата система на ханството е от неустойчив тип и се основава само на личния авторитет на хановете, които претендират да са директни наследници на Чингис хан.

## Политическа история

### Казахска орда
Протоказахската държава възниква като Бялата орда и остава в състава на Златната орда до 1361. След отделянето си, казахите и узбеките имат обща държавност до 1428, когато сформират отделни ханства – Узбекско ханство и Ногайска Орда. Абулхаир хан не успява да запази целостта на Узебкстата държава и от нея се отцепва района Орду с 1/3 от населението, които създават независимо Казахско ханство. В последвалата война срещу Абулхаир казахските джигити са поведени от хан Керей и военачалника Жанибек. Скороспостижната смърт на узбекския хан осигурява лесна доминация на казахите. Те завладяват цялата узбекска територия без градовете по поречието на Сърдаря. Те са присъединени към 1511 при Касим хан заедно с източен Дешт-и-Кипчак, когато числеността казахите вече достига милион. През този период ханството достига разцвет, завладявайки Ташкент и излизайки на международната дипломатическа сцена с договори с Руското царство. Кодифицарни са първите закони в сборника Светлия път на хан Касим (на казахски: Қасым ханның қасқа жолы), съдържащи раздели относно имущественото и углавното право, военното дело, дипломацията, както и обществен закон.
Смъртта на Касим бързо разпилява събраното – ногайците си възстановяват земите до р. Тургай, Сибирското ханство откъсва района северно от Жълтия хребет, а в Седморечието избухва гражданска война между казахските родове. Отслабеното ханство за първи път е нападнато и от ойратите от изток. Превес на вътрешния фронт получава Хак-назар хан, който успява да обедини казахите и да премине в контраатака на всички фронтове. Завладява ногайската столица Сарайшък, а от Хива отнема полуостров Мангъстау. На юг Хак-назар хан печели срещу Чагатайското ханство, но на север остава угрозата от Сибирското ханство. След успешна кампания срещу Бухара са присъединени Ташкент и Ферганската долина, a столицата е преместена в Туркестан.

### Казахска държава
През 1613 контактът на казахите-номади с уседналите персийски племена води до постепенна промяна в политическата система на ханството. През този неспокоен период избухва въстание на Каракалпаците, което е потушено и те са прогонени от средното течение на Сърдаря. Въстанието, разпалено в покорения Ташкент обаче отключва нова гражданска война в Казахското ханство и нов конфликт с Бухара. Конфликтът е уталожен при Есим хан едва след като са проведени революционни политически реформи – създаден е квалифициран елит от степни съдии (бии) и старейшини (аксакали), които заместват повсеместното влияние на военните племенни вождове. Тази Революция на биите ограничава политическите правомощия на Чингизидите и остарялата военна демокрация за сметка на разширени права на общините (вилаети), което показва тенденция към оформяне на реална уседнала държавност.
Юридически тези изменения са закрепени в обновен свод закони – Древния път на хан Касим (на казахски: Есім ханның ескі жолы, Есим салган ески жол), допълващ законника на Касим хан. Този акт получава общо одобрение, тъй като нормите са по-либерални от догмите на шариата с оглед скотовъдския поминък на казахите. Висша законодателна власт обладава ежегодния Маслихат, в чиито състав се включват представители на казахските общини и най-влиятелните емири. Най-често те се събират през есента в Улътау, Туркестан или на хълма Ханабад 60 версти южно от Ташкент. Маслихатът е натоварен и с избора на хана съгласно традиционната за конните народи меритокрация, но с новите закони фактически казахите преминават към наследствена монархия.
Нова реформа, продиктувана от военната заплаха от изток след смъртта на Теуке хан променя и системата на улусите (племенните орди). Създадена е тази на трите жуза – териториално-стопански обединения, командвани от собствен хан, но фактически ръководени от местен Съвет на биите. Старшият жуз заема южноказахската степ и Седморечието Жетису, младшият – западен Казахстан, а за Средния жуз остава Централен, Северен и Източен Казахстан. Туркестан от зимновременна става постоянна столица. В Старшата орда са събрани родовете-директни потомци на Жанибек хан, а в младшата – родовете от младшия клон наследници.
След смъртта на Есим хан Казахското ханство е сериозно заплашено от джунгарите – западно-монголско племенно обединение, особено в Седемречието Жетъсу и северноказахската степ.
През 1643 г. 50-хилядната джунгарска войска на Ердени Батур е посрещната от Жангир хан с едва 600 бойци при река Орбулак. Въоръжени с огнестрелно оръжие, казахите удържат монголците до пристигане на основната войска от Самарканд, което довежда до прелом в битката. 1652 не е така успешна за ханството – Жангир хан е убит, загубени са Алатауските предпланини, а киргизките родове са принудени да признаят джунгарското върховенство. След 1681 войската на хунтайши Галдан Церен преминават река Шу, разрушават Сайрам и прониква във Ферганската долина. Казахите губят все повече пасбища и са принудени да отстъпват на запад, което изолира градовете Ташкент, Сайрам и Туркестан, и те скоро са покорени от джунгарите. Периодът е известен в казахската история като Години на Великите бедствия (на казахски: Актабан Шубырынды Алкаколь Сулама). Загубена е и Южноказахската степ и само възобновения конфликт на джунгарите с Империя Цин на изток печели време за казахите на запад. През 1728 при Карасиър, Улътау водените от Абулхаир хан казахи побеждават джунгарите. Местността около полесражението получава названието Местоизтребление на калмуците (на казахски: Калмак кырылган). Военачалникът Абилмансур постига няколко нови успеха срещу джунгарите, но е пленен през 1743. Освободен с руско дипломатическо съдействие и натрупал политически кредит, той е утвърден за хан на Средния жуз и от грамота на Екатерина II от 24 май 1778. През този период са построени първите градове с руско население в степта южно от Урал.

### Руски Казахстан
През вековете казахски отряди нерядко грабят и отвличат селяни от руска територия. По време на Въстанието на Емелян Пугачьов казахски войни се бият срещу имперските руски войски. Поради това са налице имперски стренления от страна на Петербург, който е притеснен от съседа си и номадските му привички. При Кенесари хан, внук на Абилмансур руското влияние в казахската степ расте неимоверно и ханството фактически губи своята независимост. Ролята на степните съдии и маслихата е отнета и отстъпена на колониална администрация. Кенесари Касимов е признат за хан-обединител, но бързо е изоставен от много от поддръжниците си и е убит в киргизка засада.
Казахската държавна самостоятелност е възстановена в края на ХХ век.

## Казахски кланове и племена
- Старши жуз: Дулат (Жанъс, Сикъм, Ботбай, Шъмър), Жалайър, Қаңлъ, Албан, Суан, Саръ-үйсин, Шапъраштъ, Сиргели, Ошактъ, Ъстъ, Шанъшқълъ.
- Среден жуз:Аргън, Найман, Қипшак, Конърат, Уак, Керей.
- Младши жуз: Алимула, Байула, Жетиру.

## Личности на Казахското ханство
Керей хан

 Женибек хан

 Бурундук хан

 Касим хан

 Мамаш хан

 Тахир хан

 Буйдаш хан

 Коджамкут хан

 Тогъм хан

 Хакназар хан

 Шъгай хан

 Теуекел хан

 Есим хан

 Женгир хан

 Батър хан

 Теуке хан

 Толе би

 Казибек би

 Айтекѐ би

 Койгелдъ батър

 Богенбай батър

 Наурузбай батър

 Жаназар батър

 Акпан Нурбайула

 Байсеит Толесула

 Батър Баян

 Раимбек

 Наурузбай батър

 Жидебай батър

 Кабанбай батър

 Исатай Тайманов

 Махамбет Утемисов

 Доспанбет батър

 Жабай батър

 Сурум Датов

 Байгоза Наймантайула

 Исатай Тайманов

- Казахско семейство в юртата си – мъжете отдясно, жените отляво
- Казахска невеста
- Казахски воин, възстановка
- Казахски воин, възстановка
- Казахски пастир
- Казахски соколари
- Кокпар – казахско бузкаши
- Къз куу – казахско ухажване